# Cres - rt Pernat - uvala Tiha
Cres - rt Pernat - uvala Tiha este o arie protejată (sit de importanță comunitară — SCI) din Croația întinsă pe o suprafață de 662,54 ha, integral marine.

## Localizare
Centrul sitului Cres - rt Pernat - uvala Tiha este situat la coordonatele 44°54′24″N 14°18′15″E / 44.906538°N 14.304119°E.

## Înființare
Situl Cres - rt Pernat - uvala Tiha a fost declarat sit de importanță comunitară în iulie 2013 pentru a proteja un număr necunoscut de specii din flora spontană și fauna sălbatică aflate în arealul zonei.

## Biodiversitate
Situată în ecoregiunea marină mediteraneană, aria protejată conține 3 habitate naturale: Peșteri marine scufundate complet sau parțial, Recifuri, Terase mlăștinoase și terase nisipoase neacoperite de apă la reflux.
La baza desemnării sitului se află un număr nedeclarat de specii protejate.